# Suecia en los Juegos Paralímpicos de Pyeongchang 2018
Suecia estuvo representada en los Juegos Paralímpicos de Pyeongchang 2018 por un total de 24 deportistas, 22 hombres y dos mujeres.

## Medallistas
El equipo paralímpico sueco obtuvo las siguientes medallas:
| Nombre          | Deporte        | Evento                                         |
| --------------- | -------------- | ---------------------------------------------- |
| Oro             |                |                                                |
| —               |                |                                                |
| Plata           |                |                                                |
| Zebastian Modin | Esquí de fondo | 1,5 km velocidad discapacidad visual masculino |
| Bronce          |                |                                                |
| —               |                |                                                |